# Glipostenoda testaceicornis
Glipostenoda testaceicornis es una especie de coleóptero de la familia Mordellidae.

## Distribución geográfica
Habita en el Congo.